# Mesquita congregacional

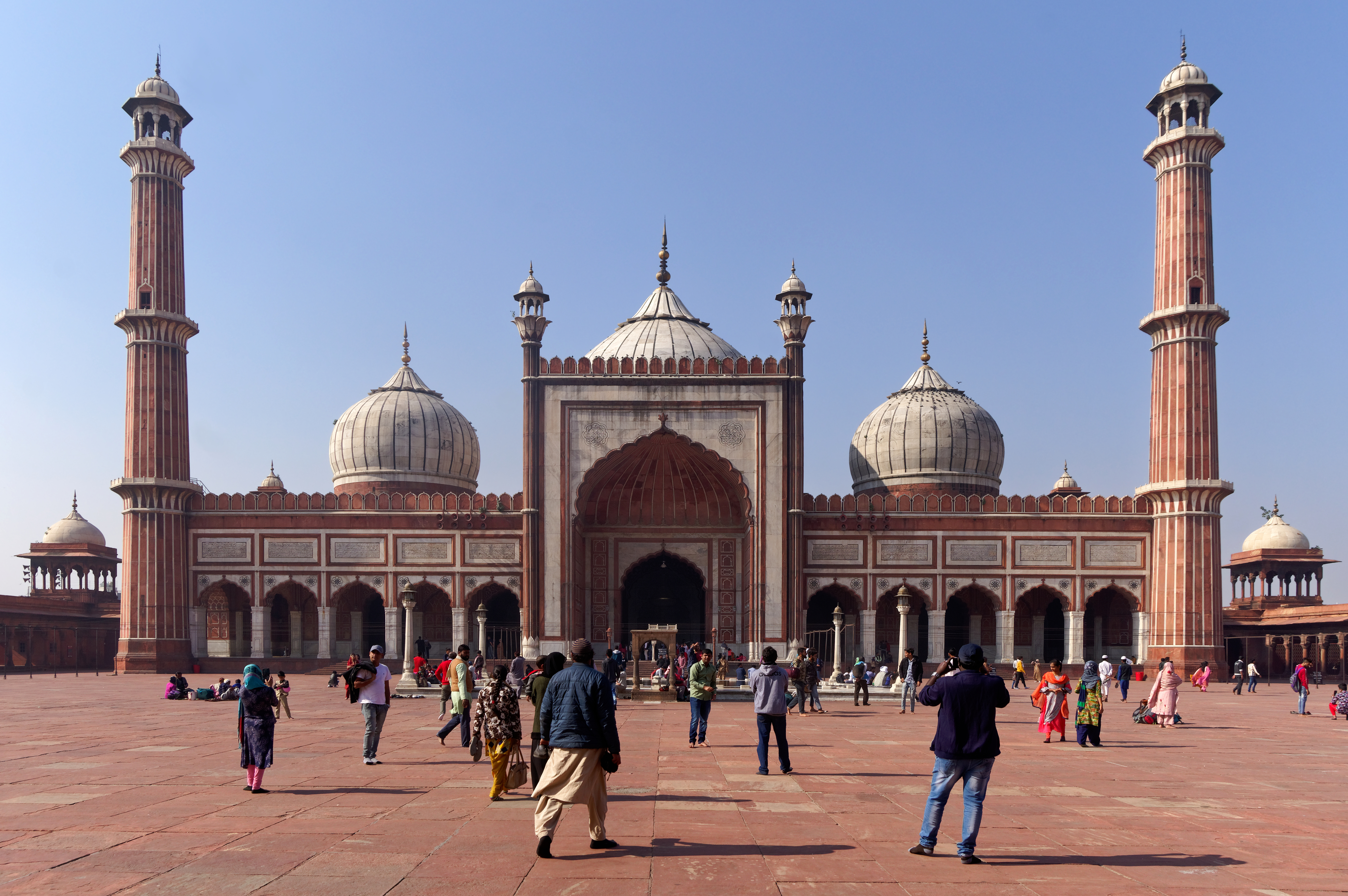
A Jama Masjid de Deli, Índia

Uma mesquita congregacional, mesquita de sexta-feira ou jami masjid é a mesquita principal ou maior duma cidade, na qual se realiza a Jumu'ah (oração especial do meio dia de sexta-feira). Quando não há musalas ou eidgahs nas imediações, as orações Eid (Șālat al-’Īdayn), de celebração do Eid al-Fitr (fim do jejum do Ramadão) e do Eid al-Adha (festa do sacrifício) são também realizadas nessas mesquitas.
O termo jama masjid provém do persa masjed-e jame (مسجد جامع) e do árabe masjid jāmi‘ (مَسْجِد جَامِع‎), que significam "mesquita congregacional". Em árabe, o termo é simplificado para jāmi‘ (جَامِع). Em países não árabes, a palavra jāmi‘ ("que se junta, congrega or reúne") é frequentemente fundido com outra palavra árabe com a mesma raiz, jumu‘ah (جُمُعَة; "ajuntamento" ou "reunião"), um termo que se refere às orações do meio dia de sexta-feira ou ao próprio dia de sexta-feira (يَوْم الْجُمُعَة‎,; yawm al-jumu‘ah; lit.: "dia de assembleia"). Isto porque as orações Jumu'ah requerem congregações e só são realizadas em mesquitas congregacionais, que usualmente são as mesquitas principais ou centrais duma cidade, daí também ser por vezes conhecidas como mesquitas de sexta-feira.
É comum o nome das principais mesquitas dum cidade ser Jami Masjid ou uma variante disso resultante da transliteração na língua local, como Jama Majid, Mesquita Jami, Mesquita Jamia, Mesquita Jameh, etc., e que o nome dessas mesquitas em línguas europeias seja Grande Mesquita.